# Piaggio P.148
Die Piaggio P.148 war ein Schulflugzeug des italienischen Herstellers Piaggio.

## Geschichte und Konstruktion
Die P.148 ist ein zweisitziger freitragender Ganzmetalltiefdecker mit festem Spornradfahrwerk. Lehrer und Schüler sitzen unter der zweiteiligen Cockpithaube nebeneinander, wobei der Einbau eines dritten Sitzes möglich ist. Der Prototyp flog erstmals am 12. Februar 1951. Nach ausführlichen Tests durch die italienische Luftwaffe wurde sie als Anfängerschulflugzeug bestellt. Eine viersitzige Weiterentwicklung ist die Piaggio P.149. Die Maschine wurde von der italienischen Luftwaffe bis 1970 verwendet, als die Ausbildung der Luftwaffenpiloten umgestellt wurde. Einige Maschinen wurden anschließend an die somalischen Luftstreitkräfte verkauft.

## Militärische Nutzung
- Italien
  - Aeronautica Militare
- Somalia
  - Somalische Luftwaffe

## Technische Daten
| Kenngröße             | Daten                                                            |
| --------------------- | ---------------------------------------------------------------- |
| Besatzung             | 2                                                                |
| Länge                 | 8,44 m                                                           |
| Spannweite            | 11,12 m                                                          |
| Höhe                  | 2,40 m                                                           |
| Flügelfläche          | 18,85 m²                                                         |
| Flügelstreckung       | 6,6                                                              |
| Leermasse             | 876 kg                                                           |
| max. Startmasse       | 1280 kg                                                          |
| Reisegeschwindigkeit  | 215 km/h                                                         |
| Höchstgeschwindigkeit | 234 km/h                                                         |
| Dienstgipfelhöhe      | 5500 m                                                           |
| Reichweite            | 925 km                                                           |
| Triebwerk             | 1 × Sechszylinder-Boxermotor Lycoming O-435A mit 190 PS (140 kW) |